# Wolcott (Indiana)
Pour les articles homonymes, voir Wolcott.
Wolcott est une municipalité située dans le comté de White, dans l’État de l'Indiana, aux États-Unis. Lors du recensement de 2020, elle compte 950 habitants.